# Tim Annen
Tim Annen (* 13. Juli 2004) ist ein Schweizer Bobsportler. Er ist Anschieber im Viererbob-Team Rohner Bulls unter Pilot Timo Rohner.

## Werdegang
Tim Annen ist der Sohn des ehemaligen Bobsportlers Martin Annen und Bruder der Bobpilotin Debora Annen. Er begann 2021 mit dem Bobsport. 2023 wurde er Schweizer Juniorenmeister. Bei der Junioren-Europameisterschaft im gleichen Jahr in Winterberg erreichte er mit der Mannschaft den 4. Platz. Zur Saison 2024/25 gab er als Anschieber im Viererbob von Timo Rohner gemeinsam mit seinen Anschieberkollegen Gregory Jones und Mathieu Hersperger sein Debüt im Bob-Weltcup. Bestes Ergebnis war ein 5. Platz in St. Moritz. Am Ende der Saison stand der Bob auf dem 6. Platz der Gesamtweltcup-Wertung.
Bei der Bob-Weltmeisterschaft 2025 in Lake Placid wurde er im Viererbob von Rohner Zehnter. Für die Saison 2025/26 gehört der Viererbob und damit auch Annen zum B-Nationalkader der Schweiz.
Als gelernter Elektroinstallateur arbeitet Annen wie auch seine Eltern und Geschwister neben der Sportlerkarriere im Familienbetrieb, der Horseshoe Event Bar in Oberarth.